# Adam Abel
Adam Aleksander Abel (ur. 1971 w Wałbrzychu) – polski animator, artysta sztuki wideo. Doktor habilitowany w dziedzinie sztuk plastycznych, specjalizuje się w ceramice oraz rzeźbie produktów z tego tworzywa. 

## Życiorys
Absolwent Wydziału Ceramiki i Szkła Akademii Sztuk Pięknych im. Eugeniusza Gepperta we Wrocławiu (rocznik 1997). Jego nauczycielką była Krystyna Cybińska. Habilitował się w 2010 roku w dyscyplinie sztuk projektowych na swojej macierzystej uczelni.
Wykładowca w Katedrze Działań Interdyscyplinarnych w Ceramice i Szkle na Wydziale Ceramiki i Szkła wrocławskiej ASP.
W 2024 otrzymał brązowy Medal „Zasłużony Kulturze Gloria Artis”